# Omoadiphas aurula
Espèce
Statut de conservation UICN

 VU D2 : Vulnérable
Omoadiphas aurula  est une espèce de serpents de la famille des Dipsadidae.

## Répartition
Cette espèce est endémique du département de Cortés au Honduras.

## Publication originale
- Köhler, Wilson & Mccranie, 2001 : A new genus and species of colubrid snake from the Sierra de Omoa of northwestern Honduras (Reptilia, Squamata). Senckenbergiana biologica, vol. 81, p. 269-276.